# San Marino Futsal Cup 2016
La San Marino Futsal Cup 2016è stata la decima edizione del torneo i quali gironi sono partiti il 20 maggio 2016 per concludersi il 13 giugno 2016 con conseguenti play-off giocati dal 17 giugno 2016 fino alla finale tenutasi il 27 giugno 2016.
Le squadre sono divise in due gironi, La prima parte si svolge con scontri di sola andata fra le squadre dello stesso girone.
Al termine della prima parte le prime tre classificate di ogni girone avranno avuto accesso ai play-off, formula tramite la quale il Tre Fiori si è aggiudicato il titolo.

## Squadre partecipanti
| Squadra        | Castello            | Girone |
| -------------- | ------------------- | ------ |
| Cosmos         | Serravalle          | B      |
| Domagnano      | Domagnano           | A      |
| Faetano        | Faetano             | A      |
| Fiorentino     | Fiorentino          | A      |
| Juvenes/Dogana | Serravalle          | B      |
| La Fiorita     | Montegiardino       | A      |
| Libertas       | Borgo Maggiore      | A      |
| Murata         | Città di San Marino | B      |
| Pennarossa     | Chiesanuova         | A      |
| San Giovanni   | Borgo Maggiore      | B      |
| Tre Fiori      | Fiorentino          | B      |
| Tre Penne      | Città di San Marino | B      |
| Virtus         | Acquaviva           | B      |

## Classifica

### Girone A
|  | Pos. | Squadra    | Pt | G | V | N | P | GF | GS | DR  |
|  | ---- | ---------- | -- | - | - | - | - | -- | -- | --- |
|  | 1.   | La Fiorita | 13 | 5 | 4 | 1 | 0 | 19 | 6  | +13 |
|  | 2.   | Domagnano  | 12 | 5 | 4 | 0 | 1 | 34 | 4  | +30 |
|  | 3.   | Pennarossa | 10 | 5 | 3 | 1 | 1 | 32 | 12 | +20 |
|  | 4.   | Fiorentino | 6  | 5 | 2 | 0 | 3 | 13 | 16 | -3  |
|  | 5.   | Faetano    | 1  | 5 | 0 | 1 | 4 | 10 | 39 | -29 |
|  | 6.   | Libertas   | 1  | 5 | 0 | 1 | 4 | 7  | 38 | -31 |

### Girone B
|  | Pos. | Squadra        | Pt | G | V | N | P | GF | GS | DR  |
|  | ---- | -------------- | -- | - | - | - | - | -- | -- | --- |
|  | 1.   | Tre Fiori      | 18 | 6 | 6 | 0 | 0 | 16 | 5  | +11 |
|  | 2.   | Murata         | 13 | 6 | 4 | 1 | 1 | 17 | 7  | +10 |
|  | 3.   | San Giovanni   | 12 | 6 | 4 | 0 | 2 | 15 | 11 | +4  |
|  | 4.   | Virtus         | 9  | 6 | 3 | 0 | 3 | 12 | 13 | -1  |
|  | 5.   | Cosmos         | 4  | 6 | 1 | 1 | 4 | 11 | 17 | -6  |
|  | 6.   | Juvenes/Dogana | 4  | 6 | 1 | 1 | 4 | 15 | 18 | -3  |
|  | 7.   | Tre Penne      | 1  | 6 | 0 | 1 | 5 | 11 | 26 | -15 |

## Risultati

### Prima Giornata
- 20 maggio 2016 (Solo Girone B)

| Squadra 1    | Risultato | Squadra 2      |
| ------------ | --------- | -------------- |
| Tre Penne    | 1-5       | Murata         |
| San Giovanni | 2-1       | Juvenes/Dogana |
| Virtus       | 3-2       | Cosmos         |

- Riposa  Tre Fiori

### Seconda Giornata
- 24 maggio 2016

| Squadra 1      | Risultato | Squadra 2    |
| -------------- | --------- | ------------ |
| Domagnano      | 8-1       | Pennarossa   |
| Libertas       | 2-6       | Fiorentino   |
| Juvenes/Dogana | 8-3       | Tre Penne    |
| Virtus         | 1-3       | San Giovanni |
| Faetano        | 3-6       | La Fiorita   |
| Tre Fiori      | 4-2       | Cosmos       |

- Riposa  Murata

### Terza Giornata
- 30 maggio 2016

| Squadra 1      | Risultato | Squadra 2 |
| -------------- | --------- | --------- |
| Murata         | 4-1       | Virtus    |
| La Fiorita     | 7-0       | Libertas  |
| Pennarossa     | 12-1      | Faetano   |
| Juvenes/Dogana | 0-2       | Tre Fiori |
| Fiorentino     | 0-3       | Domagnano |
| San Giovanni   | 5-1       | Cosmos    |

- Riposa  Tre Penne

### Quarta Giornata
- 2 giugno 2016

| Squadra 1    | Risultato | Squadra 2  |
| ------------ | --------- | ---------- |
| Pennarossa   | 6-0       | Fiorentino |
| Domagnano    | 1-2       | La Fiorita |
| Libertas     | 3-3       | Faetano    |
| Virtus       | 0-1       | Tre Fiori  |
| San Giovanni | 4-2       | Tre Penne  |
| Cosmos       | 0-1       | Murata     |

- Riposa  Juvenes/Dogana

### Quinta Giornata
- 6 giugno 2016

| Squadra 1  | Risultato | Squadra 2      |
| ---------- | --------- | -------------- |
| Tre Fiori  | 3-1       | San Giovanni   |
| Cosmos     | 2-2       | Tre Penne      |
| Fiorentino | 1-3       | La Fiorita     |
| Libertas   | 2-12      | Pennarossa     |
| Faetano    | 1-12      | Domagnano      |
| Murata     | 3-3       | Juvenes/Dogana |

- Riposa  Virtus

### Sesta Giornata
- 9 giugno 2016

| Squadra 1      | Risultato | Squadra 2  |
| -------------- | --------- | ---------- |
| Juvenes/Dogana | 2-4       | Cosmos     |
| Domagnano      | 10-0      | Libertas   |
| Tre Fiori      | 2-1       | Murata     |
| Faetano        | 2-6       | Fiorentino |
| La Fiorita     | 1-1       | Pennarossa |
| Tre Penne      | 2-3       | Virtus     |

- Riposa  San Giovanni

### Settima Giornata
- 13 giugno 2016 (Solo Girone B)

| Squadra 1 | Risultato | Squadra 2      |
| --------- | --------- | -------------- |
| Murata    | 3-0       | San Giovanni   |
| Virtus    | 4-1       | Juvenes/Dogana |
| Tre Penne | 1-4       | Tre Fiori      |

- Riposa  Cosmos

## Classifica marcatori
| Gol |  |  | Giocatore          | Squadra      |
| --- |  |  | ------------------ | ------------ |
| 11  |  |  | Belloni Fabio      | San Giovanni |
| 10  |  |  | Giovannini Andrea  | Pennarossa   |
| 9   |  |  | Macina Alberto     | Pennarossa   |
| 9   |  |  | Casadei Paolo      | Domagnano    |
| 8   |  |  | Ciacci Nicola      | Pennarossa   |
| 7   |  |  | Di Paolo Domenico  | Cosmos       |
| 7   |  |  | Gennari Leonardo   | Domagnano    |
| 7   |  |  | Konovalenkov Artur | Domagnano    |
| 6   |  |  | Molinari Giulio    | Murata       |
| 5   |  |  | Busignano Danilo   | Tre Fiori    |
| 5   |  |  | Baciocchi Giovanni | Domagnano    |

## Play-off
|  |              |              |       |  |  |              |              |   |  |  |            |            |   |
|  | Murata       | Murata       | 2 (7) |  |  |              |              |   |  |  |            |            |   |
|  | Pennarossa   | Pennarossa   | 2 (6) |  |  |              |              |   |  |  |            |            |   |
|  |              |              |       |  |  | La Fiorita   | La Fiorita   | 3 |  |  |            |            |   |
|  |              |              |       |  |  | Murata       | Murata       | 1 |  |  |            |            |   |
|  |              |              |       |  |  |              |              |   |  |  | La Fiorita | La Fiorita | 0 |
|  |              |              |       |  |  |              |              |   |  |  | Tre Fiori  | Tre Fiori  | 2 |
|  |              |              |       |  |  | Tre Fiori    | Tre Fiori    | 5 |  |  |            |            |   |
|  |              |              |       |  |  | San Giovanni | San Giovanni | 2 |  |  |            |            |   |
|  | Domagnano    | Domagnano    | 4 (7) |  |  |              |              |   |  |  |            |            |   |
|  | San Giovanni | San Giovanni | 4 (8) |  |  |              |              |   |  |  |            |            |   |

### Quarti di finale
| Arbitro: | Nanni |

|                |                      |                             |
| Albani 2’, 15’ | Marcatori            | 54’ Giovannini 60+6’ Ciacci |
|                | Tiri di rigore 5 – 4 |                             |

| Arbitro: | Pagani |

|                                                     |                      |                                             |
| Burgagni A. 6’ Konovalenkov 12’, 51’, 69’           | Marcatori            | 49’, 52’, 60+8’, 63’ Belloni                |
| Burgagni A. Casadei Konovalenkov Baciocchi Arrigoni | Tiri di rigore 3 – 4 | Belloni Pasqualini Santi Bugli Gasperoni F. |

### Semifinali
| Arbitro: | D'Adamo |

|                                          |           |                   |
| Francesconi 40’ Marchetti 54’ Masi 60+5’ | Marcatori | 60+6’ Paccagnella |

| Arbitro: | Nanni |

|                                                                      |           |                          |
| Busignani 30’ Poggiali 42’ Macina F. 51’ Sammarini 53’ Gerloni 60+2’ | Marcatori | 22’ Casadei D. 36’ Bugli |

### Finale
| Arbitro: | Notarpietro |

|  |           |                    |
|  | Marcatori | 30’, 44’ Busignani |

## Campione
Tre Fiori
(2º titolo)